# Politechnika Czeska w Pradze
Politechnika Czeska w Pradze (cz. České vysoké učení technické v Praze, ČVUT) – publiczna politechnika z siedzibą w Pradze założona w 1707 roku. Najstarsza cywilna uczelnia techniczna na świecie.
Uczelnia kształci obecnie na 8 wydziałach. W 2009 r. studiowało na niej 23 363 osób (13 428 na studiach licencjackich, 5199 na studiach magisterskich, 2332 na studiach doktoranckich i 488 na uniwersytecie trzeciego wieku).

## Wydziały
- Wydział Inżynierii Lądowej
- Wydział Mechaniczny
- Wydział Elektrotechniczny
- Wydział Fizyki Jądrowej
- Wydział Architektury
- Wydział Transportu
- Wydział Inżynierii Biomedycznej
- Wydział Informatyki